# 오오에 후미코
오오에 후미코(일본어: 大江 文子 おおえ ふみこ[*], 1900년 2월 20일 - 몰년 미상)는 전 다카라즈카 소녀 가극단 남역&여역 주연스타이다.
다카라즈카 가극단 1기생, 동기생으로는 쿠모이 나미코, 오구라 미유키, 타카미네 타에코, 유라 미치코 등이 있다. 오사카부 오사카시 출신이다. 재단 당시에 춤이 특기로, 무용가의 명수로 칭송받았다.

예명의 유래는 오구라 백인일수의 제 60번 : 코시키부노 나이시의
大江山 生野の道の 遠ければ 未だ踏みも見ず 天橋立 오오에야마 생야의 길이 멀면 아직 밟지도 못하고 천교립
에서 명명되었다.

## 약력
1913년 (다이쇼 2년) 7월, 다카라즈카 창가대 (같은 해 12월에 다카라즈카 소녀 가극 양성회로 개칭. 현 다카라즈카 음악학교)에 13살의 나이로 입대하였다.
1921년 (다이쇼 10년) 1월, 다카라즈카 소녀 가극단을 20세의 나이로 퇴단하였다.

## 재단 시절 주요 무대
- 『ドンブラコ』(1914년 4월 1일 - 5월 30일, 다카라즈카 가극장 (파라다이스 극장))
- 『三人獵師』(1915년 10월 20일 - 11월 30일, 다카라즈카 가극장 (파라다이스 극장))
- 『櫻大名』(1916년 3월 19일 - 5월 21일, 다카라즈카 가극장 (파라다이스 극장))
- 『松風村雨』(1916년 7월 20일 - 8월 31일, 다카라즈카 가극장 (파라다이스 극장))
- 『爲朝』『藤あやめ』(1917년 3월 20일 - 5월 20일, 다카라즈카 가극장 (파라다이스 극장))
- 『女曾我』(1917년 7월 20일 - 8월 31일, 다카라즈카 가극장 (파라다이스 극장))
- 『コサツクの出陣』(1917년 10월 20일 - 11월 30일, 다카라즈카 가극장 (파라다이스 극장))
- 『石童丸』(1918년 1월 1일 - 1월 20일, 다카라즈카 가극장 (파라다이스 극장))
- 『羅浮仙』(1918년 3월 20일 - 5월 20일, 다카라즈카 가극장 (파라다이스 극장))
- 『七夕踊』(1918년 7월 20일 - 8월 31일, 다카라즈카 가극장 (파라다이스 극장))
- 『靑葉の笛』(1918년 10월 20일 - 11월 30일, 다카라즈카 가극장 (파라다이스 극장))
- 『鷽替』(1919년 1월 1일 - 1월 20일, 다카라즈카 가극장 (파라다이스 극장))
- 『千手の前』『文殊と獅子』(1919년 3월 20일 - 5월 20일, 다카라즈카 가극장 (공회당 극장))
- 『膝栗毛』『風流延년 舞』(1919년 7월 20일 - 8월 31일, 다카라즈카 가극장 (공회당 극장))
- 『瘤取物語』『涅槃猫』(1919년 10월 20일 - 11월 30일, 다카라즈카 가극장 (공회당 극장))
- 『西遊記』(1920년 1월 1일 - 1월 20일, 다카라즈카 가극장 (공회당 극장))
- 『金平めがね』(1920년 3월 20일 - 5월 20일, 다카라즈카 가극장 (공회당 극장))
- 『コロンブスの遠征』(1920년 7월 20일 - 8월 31일, 다카라즈카 가극장 (공회당 극장))
- 『小野小町』(1920년 10월 20일 - 11월 30일, 다카라즈카 가극장 (공회당 극장))
- 『雀のお宿』『岩戶開』(1921년 1월 1일 - 1월 20일, 다카라즈카 가극장 (공회당 극장))